# Gottlob Wilhelm Burmann
Gottlob Wilhelm Burmann (oorspronkelijk: Bormann) (Lauban, 18 mei 1737 — Berlijn, 5 januari 1805) was een Duitse dichter, tekstdichter, liedschrijver en journalist.
In de tweede helft van de achttiende eeuw was hij bekend door zijn fabels, liedteksten en gedichten, waaronder de kindergedichten in Kleine Lieder für kleine Mädchen (1772) en Kleine Lieder für kleine Jünglinge (1773). Burmann heeft hiermee een duidelijke invloed gehad op het begin van de gericht voor kinderen geschreven literatuur in Nederland. Zijn kinderdichtbundels waren namelijk (net als die van Christian Felix Weiße) een belangrijke inspiratiebron voor de Nederlandse kinderdichter Hieronymus van Alphen, die met zijn Kleine Gedigten voor kinderen (1778) wel als de grondlegger van de kinderliteratuur in Nederland wordt beschouwd.
Ook bekend werd Burmanns bundel met 130 gedichten uit 1788, waarin geen enkele keer de letter 'r' voorkomt.

## Levensloop
Gottlob Wilhelm Burmann was de zoon van een schoolmeester, die lesgaf in Lauban (in Oberlausitz). Later keerde het gezin terug naar hun bakermat in Silezië, waar Burmann naar school ging in Löwenberg en naar de Latijnse school in Hirschberg. Daar veranderde hij zijn achternaam van Bormann in Burmann, omdat het schoolhoofd hem, als vlijtige leerling Latijn, verwijzend naar de bekende Nederlandse taalkundigen Pieter Burman de Oudere en Pieter Burman de Jongere, steeds "Burmann" had genoemd.
Vanaf 1758 studeerde hij Rechten aan de Viadrina-universiteit in Frankfurt an der Oder. Daarna keerde hij terug naar zijn familie en ging vervolgens naar Berlijn, waar hij door lesgeven (ook muziekonderwijs), schrijverschap en gelegenheidsgedichten in zijn levensonderhoud voorzag. Ook was hij enkele jaren redacteur van de krant de Spenerschen Zeitung.

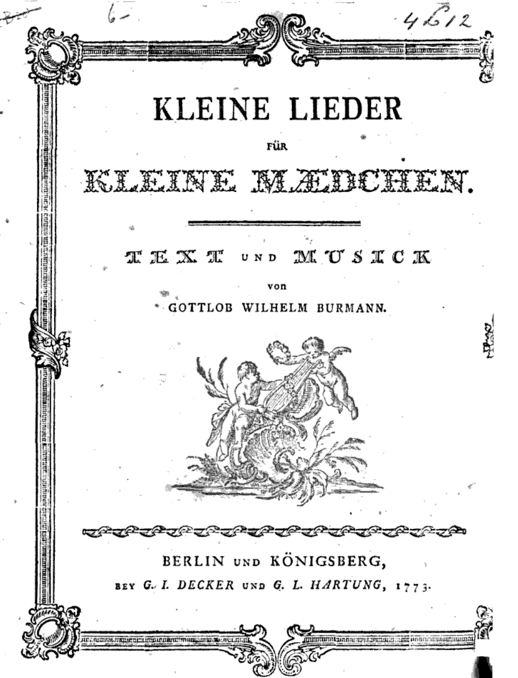
Gottlob Wilhelm Burmann, Kleine Lieder für kleine Mädchen (1772). Voorblad.

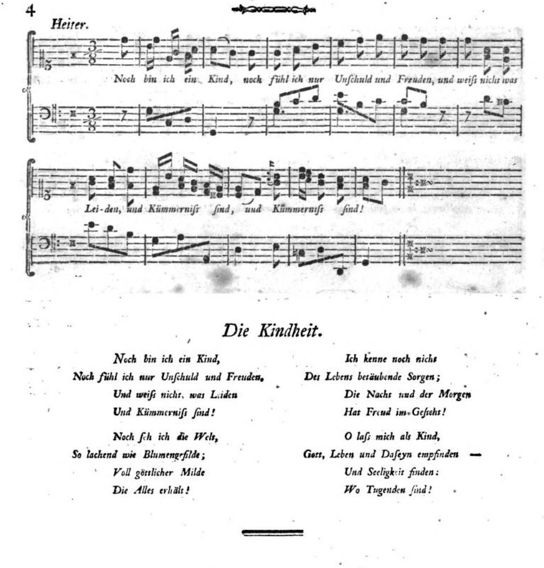
Gottlob Wilhelm Burmann, Kleine Lieder für kleine Mädchen (1772). Lied: "Die Kindheit", blz. 4.

Gottlob Wilhelm Burmann stond bekend als zonderling en als begaafde improvisator zowel in de poëzie- als in de muziekwereld. Hij stond erom bekend, dat hij bij zijn muziekimprovisaties de stijl van grote componisten, zoals Händel, Bach, Gluck en Haydn, bedrieglijk goed na kon doen. De improvisatiedichters meldden, dat hij aan hele gesprekken kon deelnemen op rijm.
In de jaren 60 en 70 van de achttiende eeuw was hij redelijk bekend en succesvol als tekstdichter, schrijver van fabels en dichter. Zijn (kinder)gedichten zette hij zelf op muziek. Daarna nam zijn roem af en raakte hij in moeilijke financiële omstandigheden. Het verhaal gaat dat hij in een langdurige dichterlijke vete was verwikkeld met Anna Louisa Karsch, de Karschin. Toen zij van zijn armoede hoorde, deed ze hem heimelijk geld toekomen voor zijn levensonderhoud. Toen Burmann erachter kwam waar het geld vandaan kwam, gaf hij het niet terug, maar zei: "Kwam het van een vriend, of van iemand die ik hoogacht, dan zou ik het zeker niet aannemen, maar nu het van een vijand is, zal ik het, om de draak met haar te steken, mij laten welgevallen". Hij betaalde zijn schulden, kocht nieuwe kleren en verbraste de rest van het geld bij een banketbakker.
Een opmerkelijke uitgave zijn zijn gedichten zonder de letter 'r' (van 1788), een bundel lipogrammen. Burmann bestempelde deze gedichten als een probeersel, een aardigheidje, om te zien of de Duitse taal zonder 'r' zachter zou zijn. Het verhaal gaat dat hij de 'r' ook uit zijn spreektaal wegliet en zijn achternaam zeventien jaar lang weigerde uit te spreken.
Als gevolg van een beroerte was hij niet meer in staat om te schrijven en leefde hij de laatste tien jaar van zijn leven in grote armoede bij een onderluitenant. Zijn ophanden zijnde dood kondigde hij met een kort gedichtje aan in de krant, op 5 januari 1805. Toen enkele oude bekenden, die hem al lange tijd uit het oog waren verloren (en dachten dat hij al lang dood was), hem haastig kwamen opzoeken, troffen zij hem die ochtend reeds overleden aan.

## Uitdrukking
Hoewel Burmanns werk vrijwel volledig in de vergetelheid is geraakt, bestaat er in Duitsland nog steeds een gevleugelde uitdrukking die teruggaat op zijn werk. De zin komt uit Kleine Lieder für kleine Jünglinge (1773) en luidt:
Arbeit macht das Leben süß,
macht es nie zur Last,
der nur hat Bekümmernis,
der die Arbeit haßt.
Vertaald:
Arbeid maakt het leven zoet
maakt het niet tot last
slechts hij heeft verdriet
die de arbeid haat

## Werken (selectie)
- Etliche Gedichte (1764)

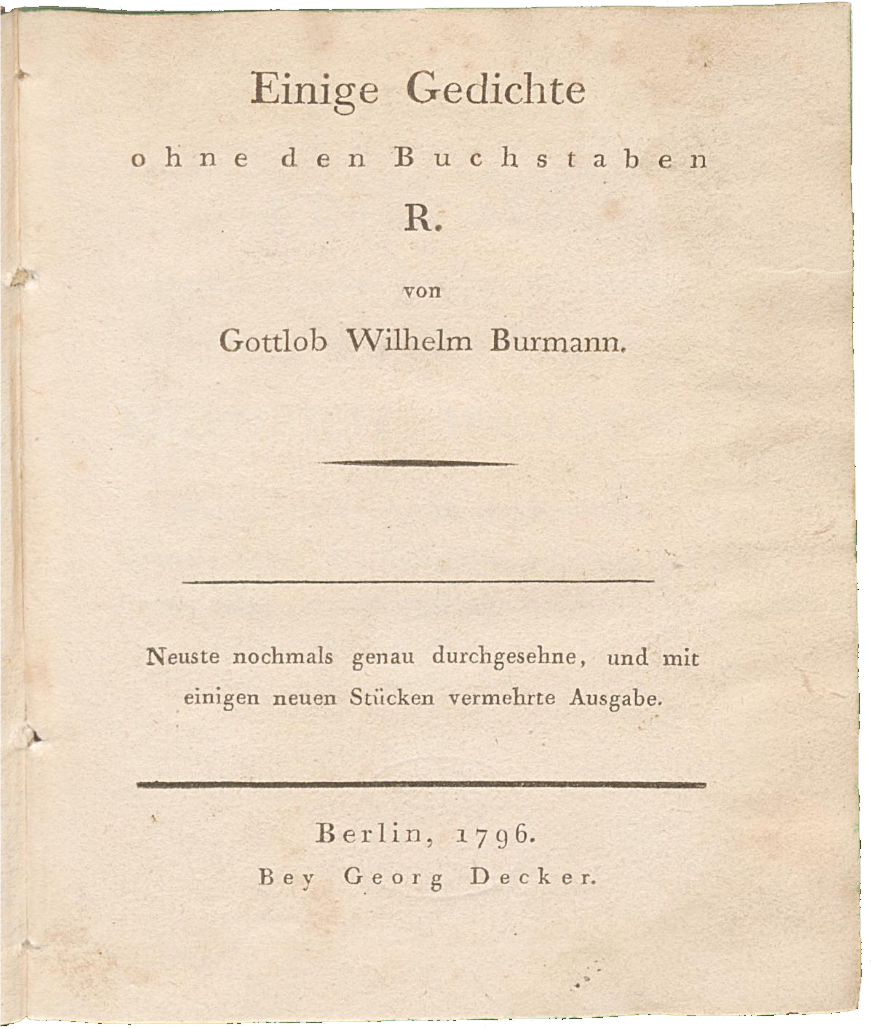
Gedichte ohne den Buchstaben R (1796).

- Spaziergänge bei Frankfurt a. d. O. (1764)
- Briefe und Oden auf den Tod eines Kanarienvogels (1764)
- Neue Lieder mit Melodien (1766)
- Fabeln und Erzählungen (1771)
- Kleine Lieder für kleine Mädchen (1772)
- Kleine Lieder für kleine Jünglinge (1773)
- Lieder in 3 Büchern (1774)
- Poetischer Mißwachs für den 1. Januar 1774 (eveneens voor de jaren 1775 und 1776)
- Monathliche Clavier-Unterhaltungen (1779)
- Geschenk für die Herzen der Kinder (1780)
- Auswahl einiger vermischter Gedichte (1783)
- Fünf Huldigungslieder nach sehr bekannten Melodien am 2. October zu singen (1786)
- Liederbuch für das Jahr 1787 (1787)
- Gedichte ohne den Buchstaben R (1788)
- Badinagen oder Beweise der Flexibilität der deutschen Sprache (1794)
- Winterüberlistungen und Frühlingsüberlistungen oder neueste Lieder der besten Dichter zum Singen und fürs Clavier in Musik gesetzt (1794)